# Murder Drones
Murder Drones é uma série australiana de animação para adultos independente criada, escrita e realizada por Liam Vickers e produzida pela Glitch Productions.
O episódio piloto estreou no canal do YouTube de Glitch em 29 de outubro de 2021. Foi escolhido para uma temporada completa de 8 episódios, que decorreu de 18 de novembro de 2022 a 23 de agosto de 2024. A série recebeu críticas positivas e foi nomeada para um Webby Award na categoria de Melhor Vídeo de Animação. A animação se passa em um planeta chamado Cooper 9, e os personagens são robôs. Há os robôs assassinos, e os robôs operários. Os robôs assassinos são robôs enviados pela empresa fictícia da série cujo é nomeada de "Jc Jenson" (Uma referência a S. C. Johnson & Son) para exterminar os robôs operários, porque eles eliminaram os humanos daquele planeta. Os personagens principais são Uzi, Serial Designation N (S.D.N) e Serial Designation V (S.D.V), e os vilões são Cyn, mas há uma infectação chamada de "Absolute Solver", que ocorre quando robôs são descartados inadequadamente.

## Sinopse
A série se passa em 3071 em Copper 9, um análogo da Terra de propriedade da megacorporação JC Jenson. Os drones operários, robôs autónomos concebidos para servir os humanos, habitam o planeta e exploram recursos naturais. Eventualmente, o planeta sofre um colapso catastrófico do núcleo causado pelos funcionários da corporação, destruindo toda a vida biológica do planeta, incluindo os humanos. Como resultado, o planeta se torna um deserto congelado, e apenas os Drones Trabalhadores permanecem. Um dia, três violentas máquinas de matar conhecidas como Drones de Desmontagem — apelidados de "Drone Assassino" — invadem Copper 9 para exterminar os Drones Trabalhadores restantes. Os Worker Drones vivem com medo constante dos Murder Drones e se escondem atrás de uma série de portas de explosão, na tentativa de se protegerem.
A protagonista da série é Uzi Doorman, uma adolescente angustiada Worker Drone que planeja derrotar os drones assassinos e salvar sua espécie. No processo, ela forma uma parceria improvável com dois dos Drones Assassinos - N, um drone macho com uma disposição amigável e curiosa em relação aos Drones Trabalhadores; e V, uma sádica que é propositalmente evasiva sobre sua história com N - e trabalha com eles para descobrir a verdade sobre suas origens e propósito no ambiente hostil do planeta.

## Elenco
- Uzi Doorman (dublada por Elsie Lovelock): Uma adolescente rebelde que busca acabar com seu estilo de vida oprimido. Ao longo da série, Uzi luta contra a possessão do Solucionador Absoluto, que ela aprende a usar para manipular a realidade.[4]
- Designação Serial "N" (dublado por Michael Kovach): Um Drone de Desmontagem amigável e ansioso que faz amizade com Uzi e lhe fornece apoio emocional durante sua possessão.[4]
- Designação Serial "V" (dublada por Nola Klop): Uma Drone de Desmontagem sádica e companheira de equipe de N que secretamente nutre sentimentos de proteção em relação a ele.[4]
- Designação Serial "J" (dublada por Shara Kirby): A líder dominadora do esquadrão Disassembly Drone de N e V.[4]
- Khan Doorman (dublado por David J. Dixon): O pai negligente de Uzi, arquiteto das portas hidráulicas que protegem a colônia de Worker Drones e líder da força de defesa da colônia.
- Thad (dublado por Sean Chiplock): O simpático colega de escola de Uzi.
- Lizzy (dublada por Katie Hood em "Pilot" e Caitlin Dizon de "Heartbeat" em diante): Colega de classe popular de Uzi que a intimida e faz amizade com V.
- Doll (dublada por Emma Breezy): Colega de classe de Uzi que fala russo e nutre uma vingança contra V por assassinar seus pais. Assim como Uzi, Doll pode manipular o Solucionador Absoluto e tem muito mais controle sobre ele do que Uzi.[4]
- Cyn (dublado por Allanah Fitzgerald): Uma Drone Trabalhadora que atua como administradora do sistema dos Drones de Desmontagem e hospedeiro de um programa de computador maligna e alterador da realidade chamado Absolute Solver (também dublado por Fitzgerald).[4]
- Tessa Elliot (dublada por Steph Crothers): Uma garota humana que salva N, V, J e Cyn antes que os três primeiros se transformem em Drones de Desmontagem. Uma versão adulta de Tessa aparece em Copper 9 como uma técnica da JC Jenson, mas mais tarde é revelado que ela já era morta quando criança por Cyn, que se passa por Tessa enquanto usa sua pele.[4]
- Nori Doorman (dublada por Darcy Maguire): A mãe de Uzi e uma das anfitriãs do Absolute Solver. Inicialmente foi dito que ela foi morta por um Drone de Desmontagem, mas depois é revelado que ela enviou sua consciência para o seu próprio núcleo mutante para sobreviver.

## Produção
Liam Vickers já havia conquistado atenção online por suas séries de animação 2D CliffSide e Internecion Cube, ambas atualmente inacabadas. Ele primeiro lançou Murder Drones para a Glitch Productions com algumas artes conceituais e história iniciais, antes de se tornar o escritor e diretor da série.
Murder Drones é animado no software de animação 3D Autodesk Maya e a pós-produção é feita com o Unreal Engine. Essa série (junto com Meta Runner) também marca para muitos fãs um afastamento do estilo Machinima frequentemente associado ao Glitch, já que seu cofundador, Luke Lerdwichagul, é conhecido por suas paródias de Super Mario no canal SMG4.
Em 6 de agosto de 2021, Liam lançou a versão completa de "Disassembly Required", a música que toca no teaser. A descrição do vídeo revela que o personagem visto no teaser é "V", um dos Murder Drones titulares. Quando a série foi anunciada, ela já estava sendo trabalhada há um ano, até 18 de fevereiro de 2022, quando a Glitch Productions anunciou que a série completa estava em desenvolvimento no estúdio e seria lançada no final de 2022. O show terminou com o oitavo e último episódio lançado em 23 de agosto de 2024.
Em 16 de maio de 2025, todos os oito episódios da série ficaram disponíveis no Amazon Prime Video.